# Hermann Busch
Hermann Busch (Siegen, Alemania, 24 de junio de 1897- Bryn Mawr, Estados Unidos, 3 de junio de 1975). Violonchelista alemán.

## Biografía
Hijo del lutier Wilhelm Busch. Desde los nueve años recibió clases de violonchelo de su padre. Continuó sus estudios en Colonia con el profesor Gruetzmacher y más tarde en Viena, en la Wiener Musikakademie con Paul Grümmer. Tras la I Guerra Mundial (en la que participó como soldado) fue nombrado en 1919 primer violonchelo en Bochum y de 1923 a 1927, solista en la Orquesta Sinfónica de Viena. Desde 1927 dio clase en la Folkwangschule de Essen. A menudo tocó con sus hermanos Fritz y Adolf y con el pianista Rudolf Serkin. En 1933 se exilió en Suiza ante el auge del nazismo en Alemania. En 1940 marchó a los Estados Unidos. Fue miembro de la Orquesta de Cámara Adolf Busch y cofundó la School of Music en Marlboro. En 1954 comenzó a dar clases en la Universidad de Miami.